# Anthomyia pallidithorax
Anthomyia pallidithorax är en tvåvingeart som först beskrevs av Albuquerque 1959.  Anthomyia pallidithorax ingår i släktet Anthomyia och familjen blomsterflugor. Inga underarter finns listade i Catalogue of Life.